# П'ятихатки
П'ятиха́тки — місто в Україні, розташоване у Кам'янському районі Дніпропетровської області, центр П'ятихатської ОТГ. Залізничний вузол.
П'ятихатки засновані 1886. На північних околицях цього міста навесні 1648 року розпочалася Жовтоводська битва.

## Географія
Місто П'ятихатки розташоване між річками Жовта і Лозуватка (9-10 км). Великий залізничний вузол Придніпровської залізниці, станція П'ятихатки та П'ятихатки-Стикова. Залізниця ділить місто на дві частини-північна і південна сторона. Через місто проходять автомобільні дороги М30 (E50), Р74 і Т 0419. По південній частині міста протікає пересихаючий струмок.

## Історія
У 1886 році на території Саксаганської волості Верхньодніпровського повіту розпочалося будівництво вузлової станції, поблизу якої було побудовано перші п'ять хат, звідки й виникла назва населеного пункту та залізничної станції. З 1923 року селище — центр новоствореного П'ятихатського району Криворізької округи. У 1938 році селище П'ятихатки стало містом районного підпорядкування.
У 1938 році надано статус міста.
Під час Другої Світової війни 22 липня 1941 року місто було окуповане німецькими військами, які господарювали у ньому до 19 жовтня 1943 року, та звільнене від фашистських загарбників радянськими військами.
15 січня 2017 року преосвященніший владика Симеон освятив Свято-Покровський храм УПЦ КП в П'ятихатках та звершив першу Божественну літургію.
25 жовтня 2020 року шляхом об'єднання П'ятихатської міської ради, Богдано-Надеждівської, Виноградівської, Жовтянської, Зорянської, Івашинівської, Пальмирівської сільських рад П'ятихатського району утворена П'ятихатська міська територіальна громада.
18 липня 2025 року Росія завдала удару БпЛА по П'ятихатках, через що в місті загинуло двоє людей і 11 отримали поранення.

## Населення

### Національний склад
Розподіл населення за національністю за даними перепису 2001 року:
| Національність  | Відсоток |
| --------------- | -------- |
| українці        | 90,28%   |
| росіяни         | 7,23%    |
| вірмени         | 0,80%    |
| білоруси        | 0,42%    |
| роми            | 0,27%    |
| азербайджанці   | 0,19%    |
| молдовани       | 0,14%    |
| інші/не вказали | 0,67%    |

### Мовний склад
Українськомовні становлять абсолютну більшість населення міста.
Рідна мова населення за даними перепису 2001 року:
| Мова            | Чисельність, осіб | Відсоток |
| --------------- | ----------------- | -------- |
| Українська      | 18 523            | 90,54%   |
| Російська       | 1 636             | 8,00%    |
| Вірменська      | 139               | 0,68%    |
| Ромська         | 42                | 0,21%    |
| Білоруська      | 31                | 0,15%    |
| Угорська        | 11                | 0,05%    |
| Румунська       | 10                | 0,05%    |
| Інші/Не вказали | 67                | 0,32%    |
| Разом           | 20 459            | 100%     |

## Економіка
Підрозділи ДП «Придніпровська залізниця»: оборотне локомотивне депо (ТД-9 від ТЧ-8 м. Дніпро), вагонне депо (ВЧД-12), ШЧ-7, ПЧ-11, КМС-237, ЕЧК, ДС ст. П'ятихатки, відновний (ВП-9) і пожежний поїзди, вугільний склад (на балансі ТД-9)
Також працюють завод металоконструкцій, елеватор, комбікормовий завод.

## Об'єкти соціальної сфери
- ліцей «Тріумф»
- ліцей «Генеза»
- ліцей «Прометей»
- 5 дитячих садочків,
- Центр учнівської молоді,
- спортивна школа
- школа мистецтв.

Лікувально-профілактичні заклади: Центр первинної медико-санітарної допомоги, Комунальне підприємство «П'ятихатська центральна районна лікарня» П'ятихатської районної ради, П'ятихатська районна лікарня (в минулому вузлова лікарня ст. П'ятихатки).
- Районний Будинок культури.

Історико-краєзнавчий музей.
- Центральна бібліотека П'ятихатської ЦБС(до 2021 року).З 2021 року - П'ятихатська центральна міська бібліотека
- Районна дитяча бібліотека П'ятихатської ЦБС(до 2021 року). З 2021 року - Дитяча бібліотека - філія П'ятихатської ЦМБ
- ТРК «Досвітні вогні».

## Відомі люди
- Бурець Олег Васильович (1990—2017) — солдат Збройних сил України, учасник російсько-української війни.
- Гузієнко Федір Михайлович (1986—2015) — солдат Збройних сил України, учасник російсько-української війни.
- Денисенко Петро Іванович — заслужений майстер спорту СРСР (1950), учасник Олімпійських Ігор (1952 р.)
- Вадим Євтушенко — український футболіст, тренер.
- Олександр Колотвін (1984—2014) — солдат батальйону «Айдар», загинув у боях на сході України
- Анатолій Лигун — математик, педагог, адміністратор чату «П'ятихатки - це не місто й не село 🏘».
- Комісар Володимир Юрійович (1978—2014) — солдат Збройних сил України, учасник російсько-української війни.
- Родіон Нахапетов (*1944) — радянський російський актор, кінорежисер.
- Анатолій Нетребенко — український звукооператор, модератор чату «П'ятихатки - це не місто й не село 🏘».
- Романова Ніна Олександрівна (* 1940) — радянська волейболістка, майстер спорту СРСР, почесний майстер спорту СРСР, кандидат медичних наук.
- Ткачук Сергій Андрійович (1986—2014) — солдат Збройних сил України, учасник російсько-української війни.
- Цвітков В'ячеслав Олександрович (* 1985) — старший солдат Збройних сил України, учасник російсько-української війни.
- Цибенко Віктор Миколайович (1967—2014) — солдат Збройних сил України, учасник російсько-української війни.
- Микола Швець — політик, засновник чату «П'ятихатки - це не місто й не село 🏘».

## Світлини

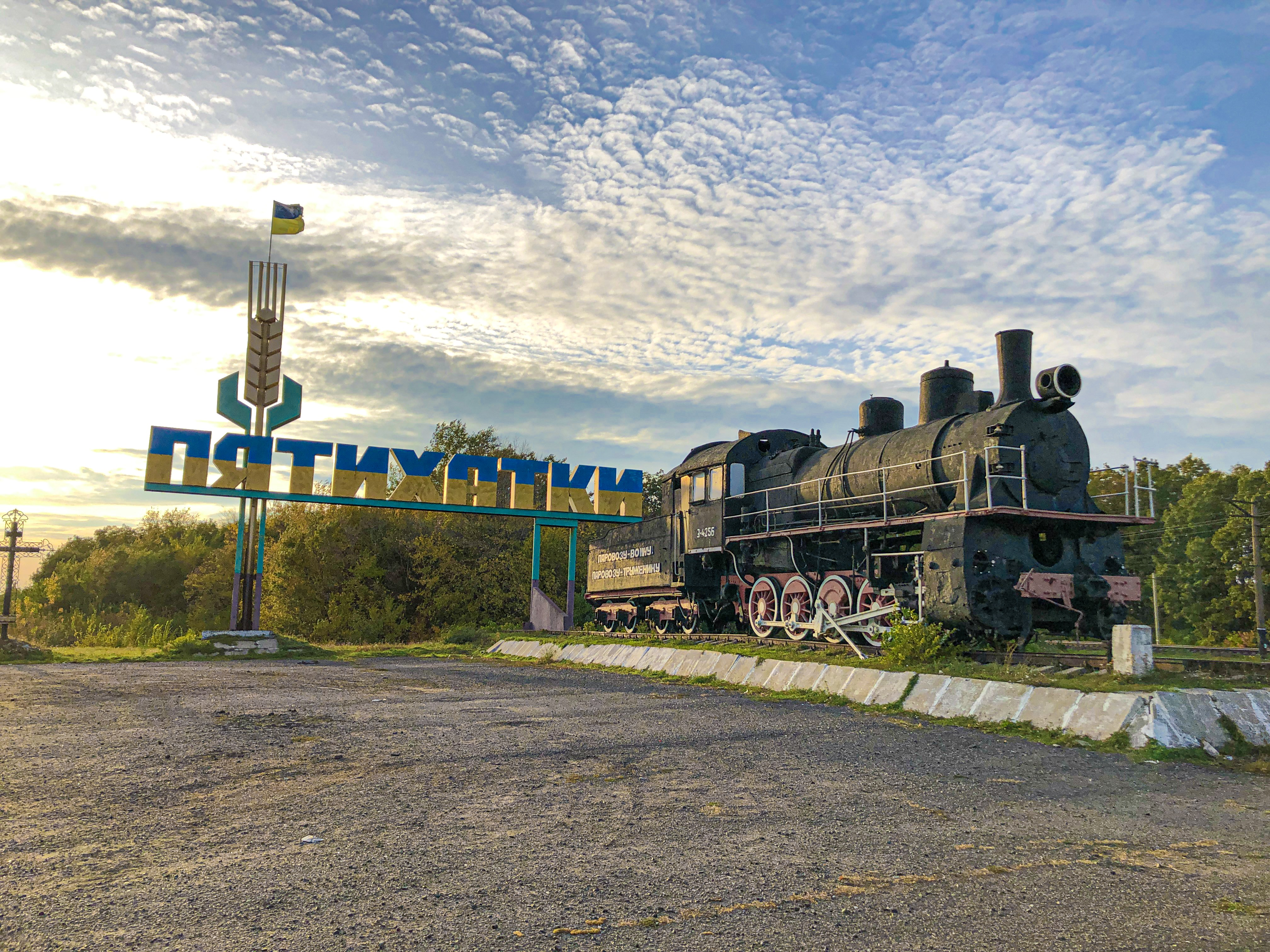
В'їзд до міста
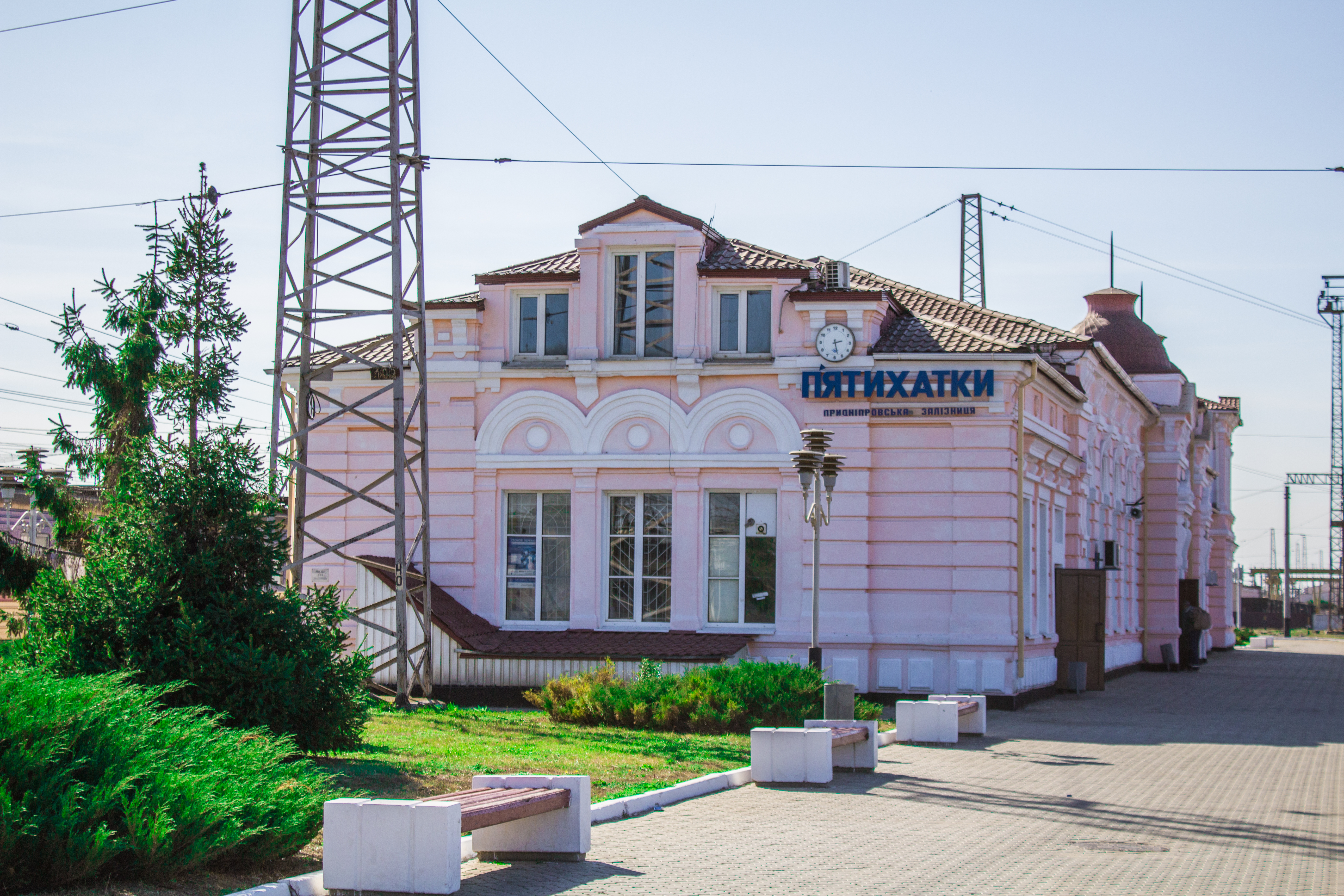
Залізничний вокзал
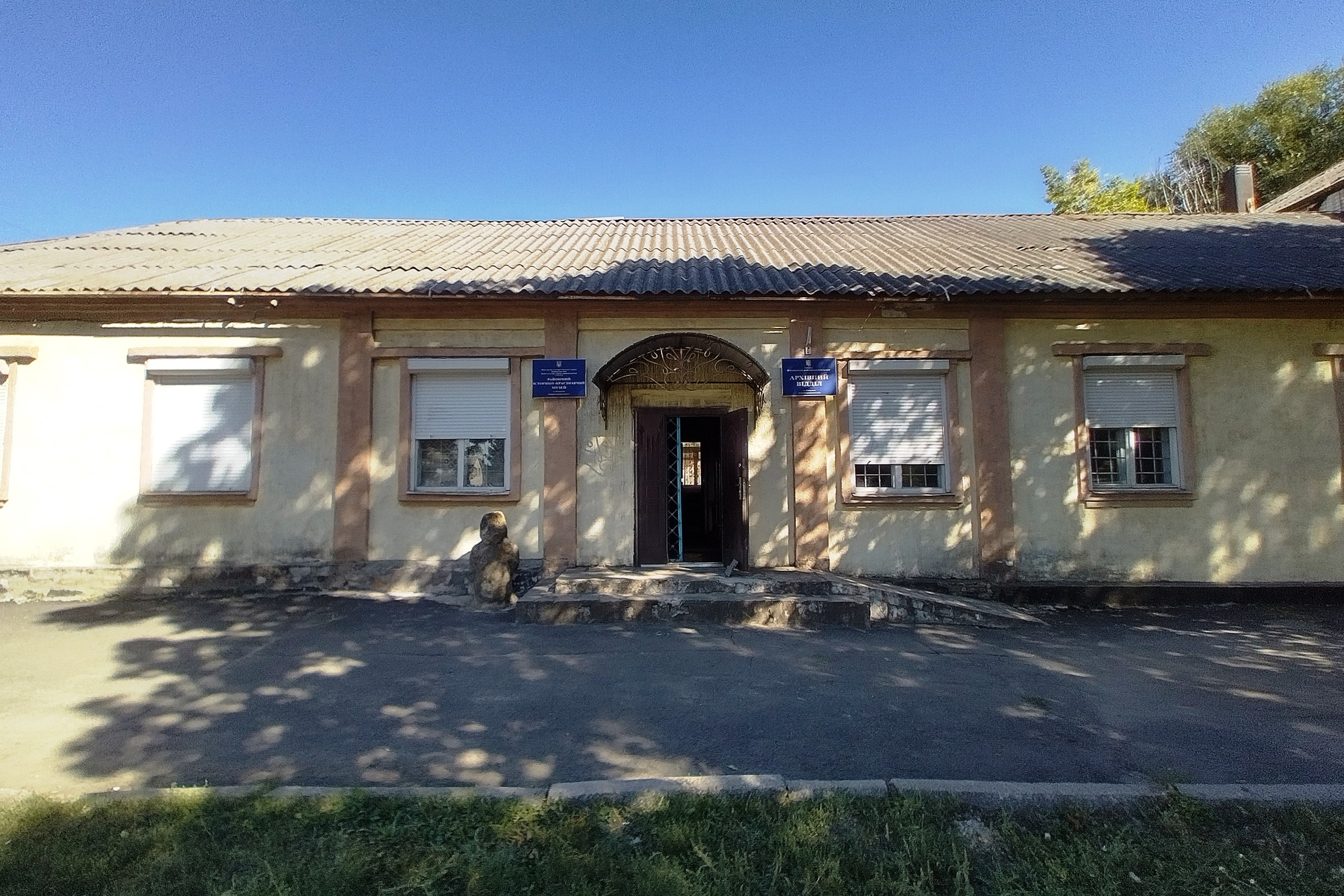
Районний історико-краєзнавчий музей